# William Botting Hemsley
William Botting Hemsley (29 de desembre 1843, East Hoathly, Sussex - 7 d'octubre 1924, Broadstairs, Kent) va ser un botànic anglès.
Va començar a treballar als Reials Jardins Botànics de Kew l'any 1860, assistent en el seu herbari de 1865 a 1867, i després de 1883 a 1908. Va ser nomenat membre de la Royal Society el 6 de juny de 1889; associat a la Societat linneana de Londres l'any 1875, i nomenat membre seu l'any 1896. L'any 1913 va rebre un doctorat honorífic a Aberdeen. I va rebre la medalla d'honor de la reina Victòria l'any 1909.
Célestin Alfred Cogniaux (1841-1916) li dedicà (1888) el gènere botànic Hemsleya de la família de les Cucurbitaceae.

## Obres
- Biologica Centrali-Americana Botany. Vol. I , 1879–1888
- Biologica Centrali-Americana Botany. Vol. III, 1882–1886
- BOTANY OF THE BERMUDAS and various other Islands of the Atlantic and Southern Oceans, 1885
- BOTANY OF JUAN FERNANDEZ, South-eastern Molluccas, and the Admiralty Islands, 1885
- An Enumeration of All the Plants Known from China Proper, Formosa, Hainan, Corea, the Luchu Archipelago, and the Island of Hong Kong. amb Francis B Forbes1886 & 1895